# زنان در موسیقی راک

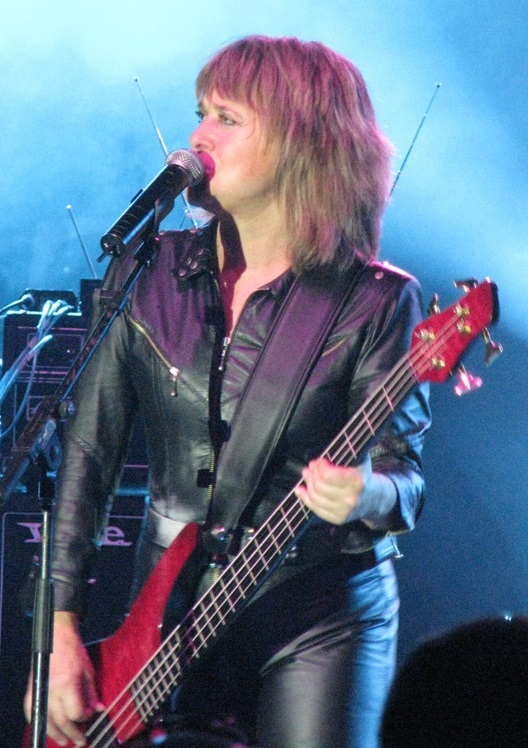
سوزی کواترو خواننده، بیسیست و رهبر گروه است. هنگامی که او در سال ۱۹۷۳ کار خود را آغاز کرد، او یکی از معدود نوازندگان برجسته زن و رهبر گروه بود.

زنان در راک به نقش زنان در موسیقی راک و موسیقی عامه‌پسند و همچنین زیرسبک‌ها و سبک‌های تلفیقی متعددی که از این ژانرها پدید آمده‌اند، می‌پردازد. زنان در بسیاری از سبک‌های موسیقی عامه‌پسند به‌عنوان خواننده حضور پررنگی دارند، اما نوازندگان زن حرفه‌ای در موسیقی عامه‌پسند، به‌ویژه در ژانرهای راک مانند موسیقی هوی متال، کمتر دیده می‌شوند. «نواختن در یک گروه عمدتاً فعالیتی مردانه و همجنس‌گرایانه اجتماعی است، یعنی یادگیری نواختن در یک گروه عمدتاً تجربه‌ای مبتنی بر روابط دوستی هم‌جنسیتی موجود است.» همچنین، موسیقی راک «... اغلب به‌عنوان نوعی طغیان مردانه در برابر فرهنگ زنانه اتاق‌خواب تعریف می‌شود.»

## بررسی اجمالی

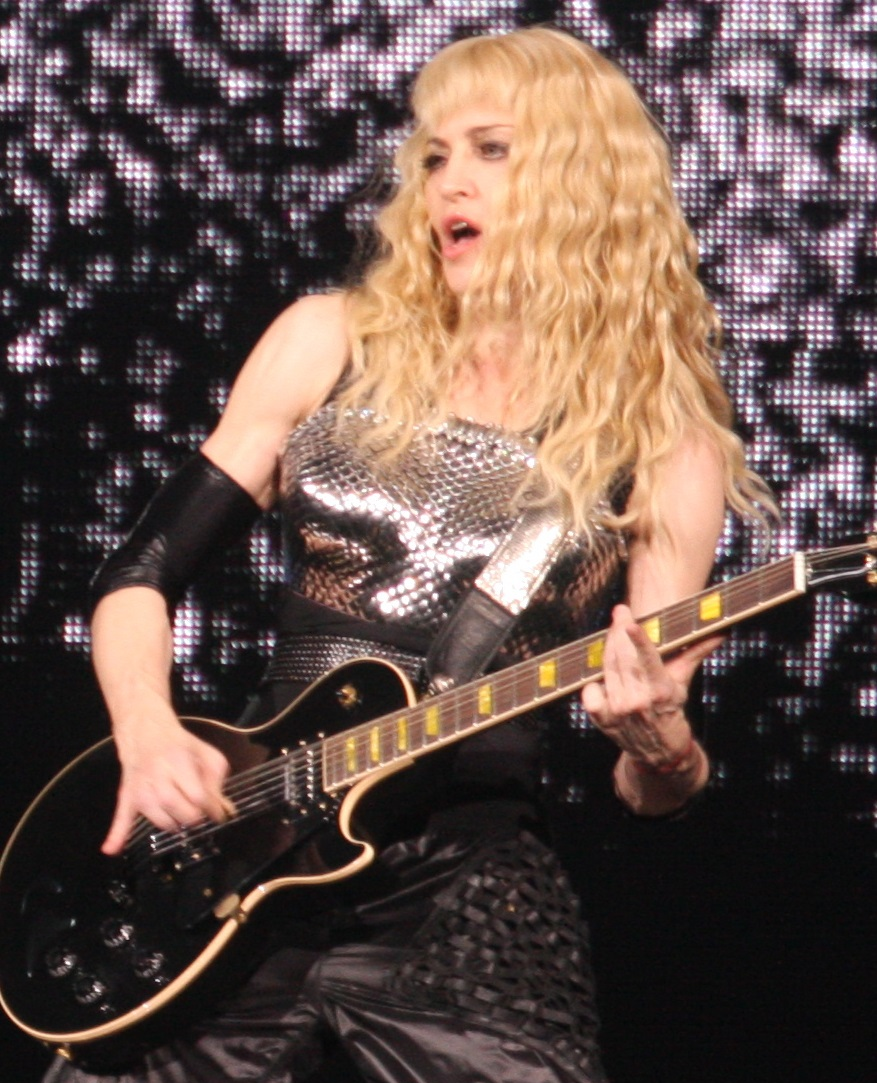
بر اساس تالار مشاهیر راک اند رول، مدونا به نماد اولیه‌ای از «زنان در راک» تبدیل شد که به از بین بردن مرزهای جنسیتی در صنعت موسیقی کمک کرد.

در موسیقی عامه‌پسند، تمایز جنسیتی میان مشارکت عمومی (مردانه) و خصوصی (زنانه) در موسیقی دیده شده است. «چندین پژوهشگر استدلال کرده‌اند که مردان زنان را از گروه‌های موسیقی یا از جلسات تمرین، ضبط، اجراها و دیگر فعالیت‌های اجتماعی گروه‌ها کنار می‌گذارند.» «زنان عمدتاً به‌عنوان مصرف‌کنندگان منفعل و خصوصی موسیقی پاپ از پیش‌ساخته‌شده و براق – و در نتیجه، نازل‌تر – در نظر گرفته می‌شوند، و از مشارکت در نقش موسیقی‌دانان برجسته راک کنار گذاشته می‌شوند.» یکی از دلایلی که گروه‌های مختلط جنسیتی نادر هستند این است که «گروه‌های موسیقی به‌عنوان واحدهایی به‌شدت منسجم عمل می‌کنند که در آن‌ها همبستگی اجتماعی هم‌جنسیتی – پیوندهای اجتماعی میان افراد هم‌جنس – نقش اساسی دارد.»
در دهه ۱۹۶۰، «خوانندگی گاهی به‌عنوان یک سرگرمی قابل‌قبول برای دختران پذیرفته می‌شد، اما نواختن یک ساز... به‌هیچ‌وجه مرسوم نبود.» «طغیان موسیقی راک عمدتاً یک طغیان مردانه بود؛ زنان—که در دهه ۱۹۵۰ و ۱۹۶۰ اغلب دخترانی نوجوان بودند—در راک معمولاً آهنگ‌هایی را می‌خواندند که شخصیتی کاملاً وابسته به دوست‌پسرهای مردسالار خود داشتند…». فیلیپ آسلندر اظهار می‌دارد که «اگرچه تا اواخر دهه ۱۹۶۰ زنان زیادی در راک حضور داشتند، بیشتر آن‌ها فقط به‌عنوان خواننده فعالیت می‌کردند، که این موقعیتی سنتی زنانه در موسیقی عامه‌پسند بود». در حالی که برخی از زنان در گروه تمام زنانه آمریکایی به نوازندگی مشغول بودند، هیچ‌یک از این گروه‌ها موفقیتی فراتر از سطح منطقه‌ای کسب نکردند؛ بنابراین آن‌ها «الگوی پایداری برای تداوم حضور زنان در راک ارائه نکردند».: ۲–۳ 
در ارتباط با ترکیب جنسیتی موسیقی هوی متال گفته شده که «اجراکنندگان هوی متال تقریباً به‌طور انحصاری مرد هستند» "...دست‌کم تا اواسط دهه ۱۹۸۰" به‌جز "... موارد استثنایی مانند Girlschool." بااین‌حال، «... امروزه [در دهه ۲۰۱۰] شاید بیش از همیشه – زنان قدرتمند در متال دست به کار شده‌اند»، و «جایگاه قابل‌توجهی برای خود دست و پا کرده‌اند».
هنگامی که سوزی کواترو در سال ۱۹۷۳ ظهور کرد، «هیچ موسیقی‌دان زن برجسته دیگری در راک هم‌زمان به‌عنوان خواننده، نوازنده، ترانه‌سرا و رهبر گروه فعالیت نمی‌کرد».: ۲  آسلندر بیان می‌کند که او «درِ مردانه راک اند رول را شکست و ثابت کرد که یک موسیقی‌دان زن… می‌تواند به‌خوبی، اگر نگوییم بهتر از مردان، بنوازد».: ۳ 
تعدادی از این هنرمندان علاوه بر نوازندگی، در خوانندگی و ترانه‌سرایی نیز شهرت دارند، اما در اینجا به عنوان نوازنده فهرست شده‌اند:
- جونی میچل
- بانی ریت
- نانسی ویلسون (از گروه هارت)
- کاکی کینگ
- اوریانتی
- خواهر رزتا ثارپ
- جنیفر بتن
- مری فورد
- لیتا فورد
- جون جت
- جانت گاردنر (از گروه ویکسن)
- کیم دیل
- کیم مک‌آلیف (از گروه گرلزاسکول)
- کارلا اولسون (از گروه تکستونز، همچنین نوازنده گیتار، ترانه‌سرا و تهیه‌کننده موسیقی)

## گروه‌های تمام‌زنانه و گروه‌های دخترانه
یک گروه تمام‌زنانه گروهی موسیقی در ژانرهای موسیقی عامه‌پسند مانند راک، بلوز، جاز و سبک‌های مرتبط است که اعضای آن را به‌طور کامل زنان در موسیقی تشکیل می‌دهند. این مفهوم با گروه دخترانه تفاوت دارد، زیرا در گروه‌های دخترانه اعضای زن تنها به عنوان خواننده فعالیت دارند، هرچند این تمایز همیشه به‌طور دقیق رعایت نمی‌شود. در حالی که گروه‌های تمام‌مردانه در بسیاری از گروه‌های موسیقی راک و پاپ رایج هستند، گروه‌های تمام‌زنانه کمتر دیده می‌شوند.
یک گروه دخترانه گروه موسیقی است که از چند خواننده زن تشکیل شده و معمولاً در اجرای هارمونی آوازی مهارت دارند. اصطلاح «گروه دخترانه» همچنین در برخی از کشورهای انگلیسی‌زبان به‌طور خاص به موج گروه‌های موسیقی پاپ زنانه آمریکایی اشاره دارد که در اواخر دهه ۱۹۵۰ در موسیقی و اوایل دهه ۱۹۶۰ در موسیقی بین دوران راک اند رول و نخستین تاخت‌وتاز انگلیس شکوفا شدند و بسیاری از آن‌ها تحت تأثیر سبک دو-واپ بودند. گاهی به گروه‌های تمام‌زنانه نیز «گروه دخترانه» گفته می‌شود.

### دهه ۱۹۳۰ تا ۱۹۶۰
در عصر جاز و در دهه ۱۹۳۰، گروه‌های موسیقی تمام زنانه‌ای مانند بلو بلز، قرمزرنگ‌های پاریسی (که بعدها به بریکتاپ‌ها تغییر نام داد)، گروه موسیقی تمام زنانه لیل هاردین، اینجنوزها، دختران هارلم، شیرینی‌خوان‌های موسیقی فیل اسپیتالنی و هلن لوئیس و سینکوپاتورهای جاز تمام زنانه‌اش محبوب بودند. اینا ری هاتن از سال ۱۹۳۴ تا ۱۹۳۹ رهبری گروه تمام زنانه‌ای به نام ملودیرها را بر عهده داشت. یونیس وست‌مورلند با نام هنری دونا دریک یک گروه موسیقی تمام زنانه را رهبری می‌کرد که در رادیو ان‌بی‌سی و برای ویتافون و آرکی‌او پیکچرز اجرا داشت. گروه موسیقی "گروه تمام دختران" به رهبری آیوی بنسون در سال ۱۹۴۳ گروه رقص مقیم بی‌بی‌سی شد و تا دهه ۱۹۸۰ به تورهای خود ادامه داد. همچنین یک گروه موسیقی لهستانی به نام فیلیپینکی در سال ۱۹۵۹ تشکیل شد.
با ظهور راک اند رول، گروه‌های موسیقی تمام زنانه بیشتری شکل گرفتند. از اولین گروه‌های موسیقی راک تمام زنانه که با یک شرکت ضبط قرارداد امضا کردند، می‌توان به گلدی اند دِ جینجر بریکس اشاره کرد که در سال ۱۹۶۴ به آتلانتیک رکوردز پیوست. همچنین، گروه دِ پلیژر سیکرز با حضور سوزی کواترو در سال ۱۹۶۴ با هایداوت رکوردز قرارداد بست و در سال ۱۹۶۸ به مرکوری رکوردز پیوست. در اندونزی نیز گروهی متشکل از چهار دختر به نام دارا پسپیتا در سال ۱۹۶۴ تشکیل شد. گروه دِ فمینین کامپلکس در سال ۱۹۶۸ با آتنا رکوردز قرارداد امضا کرد و گروه فنی که صدای گروه‌های تمام زنانه را در اوایل تا میانه دهه ۱۹۷۰ پیشگام شد، در سال ۱۹۶۹ توسط مو اوستین به وارنر رکوردز پیوست. دیگر گروه‌های این دوره شامل لیوربردها (۱۹۶۲–۱۹۶۷)، آس آو کاپس (۱۹۶۷)، دِ هارت بیتس (۱۹۶۸) و آریل (۱۹۶۸–۱۹۷۰) هستند.

### دهه ۱۹۷۰ تا ۱۹۸۰
در دهه ۱۹۷۰ و ۱۹۸۰، گروه‌های موسیقی تمام زنانه توانستند بیش از پیش در صنعت موسیقی جایگاه خود را تثبیت کنند. در سال ۱۹۷۱، گروه فنی به نخستین گروه تمام زنانه تبدیل شد که به فهرست ۴۰ آهنگ برتر بیلبورد هات ۱۰۰ راه یافت و ترانه "Charity Ball" آنها در رتبه ۴۰ قرار گرفت. در سال ۱۹۷۵، دو خواهر کانادایی، کیت و آنا مک‌گارگل، نخستین آلبوم خود را منتشر کردند. گروه راناویز که در سبک هارد راک فعالیت می‌کرد، در سال ۱۹۷۶ نخستین آلبوم خود را منتشر کرد. از اعضای این گروه، جون جت، شری کوری و لیتا فورد بعدها به فعالیت‌های انفرادی پرداختند.
در دهه ۱۹۸۰، برای نخستین بار، گروه‌های تمام زنانه و گروه‌های راک با خوانندگان زن توانستند به موفقیت‌های قابل توجهی در جدول‌های موسیقی دست یابند. در فهرست سالانه بیلبورد هات ۱۰۰ در سال ۱۹۸۲، آهنگ "I Love Rock 'n' Roll" از جون جت در جایگاه سوم و ترانه "We Got the Beat" از د گو-گووز در رتبه ۲۵ قرار گرفتند. این موفقیت نشان داد که گروه‌های موسیقی زنانه که توانایی اجرای موسیقی داشتند، می‌توانند در صنعت موسیقی موفقیت مالی نیز به دست آورند.
در ادامه دهه ۱۹۸۰، گروه‌هایی مانند بنگلز، بانگلز و فور نان بلاندز موفقیت‌های بیشتری در صنعت موسیقی کسب کردند. گروه بانگلز با انتشار ترانه‌هایی چون "Manic Monday" و "Walk Like an Egyptian" توانست به محبوبیت فراوانی دست یابد.
در این دوران، موسیقی راک با اجراهای گروه‌های زنانه به تدریج به بخش مهمی از فرهنگ عامه تبدیل شد.